# Hermetray
Hermetray, en gaélique écossais Thearnatraigh, est une île du Royaume-Uni située en Écosse.